# Каральна акція
Каральна акція або каральна операція, каральна експедиція, каральний похід — термін, що може мати такі значення:
1. Репресії проти мирного населення з метою покарання і залякування за непокору, здійснюванні збройними силами держави як на власній території, так і на території іншої держави.
2. Удар збройних сил однієї держави проти іншої держави без оголошення війни або з оголошенням війни, що ставить за мету покарання за недотримання будь-яких домовленостей, невиконання пред'явленого ультиматуму, як відповідна реакція на агресивні військові акції та з інших причин.

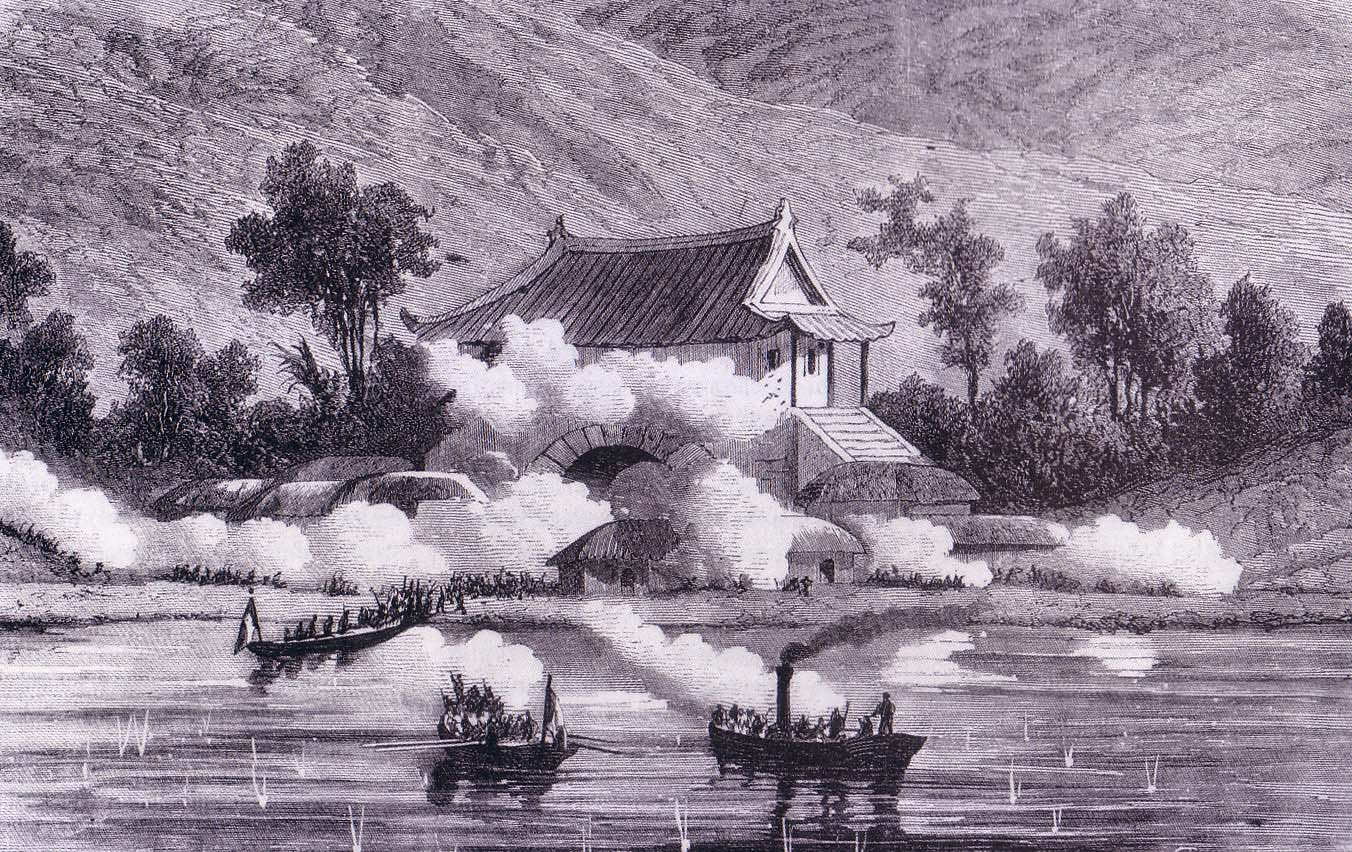
Каральна експедиція флоту Другої французької імперії проти Кореї.
1866 р., картина невідомого художника

По суті каральна акція є засобом терору.

## Термінологія
Визначення застосовувані для опису каральної акції:
- каральний загін — військове формування що виконує каральну акцію;
- каратель — учасник карального загону (експедиції)[3];
- комплекс каральних заходів — всі дії робляться карателями для залякування і покарання об'єктів каральної акції.

## Каральні акції в міжнародному праві
За міжнародним правом будь-яка каральна акція проти мирного населення підпадає під визначення воєнного злочину.
Наступні пункти визначення терміна «воєнний злочин» дані в частині 2 статті 8 Римського статуту (Статуту) Міжнародного кримінального суду, мають відношення до воєнних злочинів і складають комплекс каральних заходів:
Текст Римського статуту Міжнародного кримінального суду:

a) серйозні порушення Женевських конвенцій від 12 серпня 1949 року, а саме будь-яке з таких діянь проти осіб або майна, що охороняється відповідно до положень відповідної Женевської конвенції:
1) умисне вбивство;
2) тортури або нелюдське поводження, включаючи біологічні експерименти;
3) умисне заподіяння сильних страждань або серйозних тілесних ушкоджень або шкоди здоров'ю;
4) незаконне, безглузде і великомасштабне знищення і привласнення майна, яке не викликане військовою необхідністю;
…….
7) незаконна депортація або переміщення або незаконне позбавлення волі;
8) взяття заручників;
b) інші серйозні порушення законів і звичаїв, застосовних в міжнародних збройних конфліктах у встановлених рамках міжнародного права, а саме будь-яке з таких діянь:
1) навмисні напади на цивільне населення як таке або окремих цивільних осіб, які не беруть безпосередньої участі у військових діях;
2) умисні напади на цивільні об'єкти, тобто об'єкти, що не є військовими цілями;
3) умисне нанесення ударів по персоналу, об'єктам, матеріалам, підрозділам або транспортним засобам, задіяним у наданні гуманітарної допомоги або в місії з підтримання миру відповідно до Статуту Організації Об'єднаних Націй, поки вони мають право на захист, яким користуються цивільні Особи або цивільні об'єкти з міжнародного права збройних конфліктів;
4) умисне вчинення нападу, коли відомо, що такий напад стане причиною випадкової загибелі або каліцтва цивільних осіб або шкоди цивільним об'єктам або великого, довгострокового й серйозного збитку навколишньому природному середовищу, що буде явно неспівмірним конкретній безпосередньо очікуваній загальній військовій перевазі;
5) напад на незахищені та не військові цілі у місті, селі, житла або будівлі, або їх обстріл із застосуванням будь-яких засобів.